# Bible moralisée de Jean le Bon
La Bible moralisée de Jean le Bon est une bible moralisée enluminé datant de des années 1340-1350 conservée à la Bibliothèque nationale de France sous la cote Fr.167. Elle a été réalisée sans doute pour Jean II de France, alors qu'il n'est encore qu'héritier du trône de France, par des enlumineurs restés anonymes dont certains sont proches de Jean Pucelle. Une quinzaine de mains distinctes sont comptées au total. Il s'agit de la seule bible moralisée intégralement conservée avec 5 152 miniatures.

## Historique
Le manuscrit est sans doute commandé vers 1345 par le futur Jean II, alors qu'il n'est encore que duc de Normandie et achevé après son couronnement, vers 1355. Un certain Jean de Montmartre est employé en 1349 pour « emploier et convertir a la façon d’une Bible ». Une reliure lui est commandée en 1351 pour laquelle il est payé en 1353. Le manuscrit est sans doute restauré et une partie de ses miniatures légèrement retouchées par un nouvel artiste désigné sous le nom de Maître du Couronnement de Charles VI vers 1370-1380.
Il est difficile de localiser par la suite le manuscrit, plusieurs bibles historiées étant mentionnées dans les inventaires royaux au cours du XIVe siècle mais sans savoir s'ils correspondent à la bible moralisée. Celle-ci entre ensuite dans les collections des ducs de Bourgogne, mentionnée dans les inventaires de Philippe le Bon en 1420 puis dans celui de Charles le Téméraire en 1467. À la fin du XVe siècle, l'ouvrage appartient à Pierre II de Bourbon, comme le signale l'ex-libris daté entre 1488 et 1503. Les biens de son gendre et héritier, Charles III de Bourbon, sont saisis par François Ier en 1523 et le manuscrit est intégré dans la bibliothèque royale. Le manuscrit est exposé dans la galerie des trésors de la bibliothèque nationale à la fin du XIXe siècle.

## Description
La bible est inspirée directement des bibles moralisées copiées et décorées au XIIIe siècle. Elle a sans doute été copiée depuis un exemplaire provenant d'Angleterre (British Library, Add.18719) et inspirée elle-même de celle d'Oxford-Paris-Londres. Comme celle de Londres, les miniatures ne sont plus de forme ronde, comme les bibles du siècle précédent, mais sous la forme de vignettes. Le manuscrit compte au total 5152 miniatures, toutes faites en grisaille, rehaussées de couleur.
Chaque page contient huit leçons, chacune illustrée par une miniature, se lisant de haut en bas puis de gauche à droite. Les leçons présentant le sens littéral sont illustrées par des miniatures encadrées par un décor architectural, celles correspondant au commentaire sont décorées d'un cadre polylobé.
François Avril a distingué la main de quinze enlumineurs, auteurs des miniatures du manuscrit, sans compter l'auteur des restaurations. Ils se répartissent le travail en fonction des cahiers qui composent l'ouvrage, certains cahiers étant décorés par un seul enlumineurs ; à l'inverse, des enlumineurs se partagent un même cahier à deux ou trois voire quatre mains. Enfin, d'autres enlumineurs se contentent d'intervenir ponctuellement sur quelques miniatures disséminées dans le manuscrit, comme c'est le cas du Maître du Remède de Fortune.